# Propyria fridolinea
Propyria fridolinea är en fjärilsart som beskrevs av William Schaus 1924. Propyria fridolinea ingår i släktet Propyria och familjen björnspinnare. Inga underarter finns listade i Catalogue of Life.